# Homa Sayar
Homa Sayar (née en 1947 à Téhéran) est une poétesse iranienne. Elle est née et a grandi à Téhéran. Elle vit à Paris depuis 1975. 

## Études
Homa Sayar a étudié la psychologie à l'Université Censier Sorbonne - Nouvelle. Elle a ensuite fait une thèse de doctorat en littérature persane à l'Institut national des langues et civilisations orientales (Langues O) avec pour sujet la poésie d'avant-garde persane.

## Écriture
Passionnée de poésie elle a publié plusieurs recueils de poèmes en persan et de nombreux articles pour des revues littéraires. Elle a également écrit un livre de conte pour enfants qui est une adaptation en français des contes du célèbre Shahnameh (Le Livre des Rois).

## Enseignement du persan
À côté de ses travaux littéraires, Homa Sayar a enseigné le persan durant de nombreuses années. Elle a mis au point une méthode de perfectionnement de la langue persane (en trilingue français-persan-anglais) à travers une découverte de la littérature persane. 